# Sloop John B
A Sloop John B a The Beach Boys 1966. márciusi kislemezének A-oldalas dala, amely néhány hónappal később később a Pet Sounds albumon jelent meg. A "Sloop John B" eredetileg egy karibi folkdal volt, melyet elsőként valószínűleg a negyvenes években a New York-i Weavers folkegyüttes vett lemezre ("Wreck of the John B" címen), akik Carl Sandburg folklórkutató gyűjteményében találtak rá a dalra. A Beach Boys verziójára a Kingston Trio által lemezre vett változat gyakorolta a közvetlen hatást.

## A Beach Boys-féle verzió

### A dal felvételének ötlete
1965 nyarán egy felvételi ülésen a folkrajongó Alan Jardine azt javasolta Brian Wilsonnak, hogy dolgozzák fel a "Sloop John B"-t. Jardine visszaemlékezése szerint: "Brian a zongoránál ült. Megkérdeztem tőle, odaülhetnék-e, hogy mutassak valamit. Eljátszottam neki a dal akkordmenetét. Megkérdeztem tőle: Ismered? Azt válaszolta: Nem vagyok nagyon oda a Kingston Trio-ért. Brian nem szerette a folkzenét. Nem adtam fel az ötletet, eljátszottam neki a dalt egy kicsit Beach Boys-osra fazonírozva. Módosítottam egy-két akkordot, hogy érdekesebben hangozzék. A dal eredetijében összesen három akkord van, és tudtam, hogy úgy nem működne a dolog. Szóval megváltoztattam egy kicsit az akkordokat, hogy vokális szempontból több lehetőséget nyújtson a dal. Ennyi volt, eljátszottam, felkeltem a zongorától, és folytattuk a munkát. Másnap Brian hívott, hogy menjek le a stúdióba. Lejátszotta nekem a felvételt, és nem hittem a fülemnek: Brian néhány akkord köré 24 óra leforgása alatt egy miniatűr szimfóniát varázsolt."

### A szólóvokál
A szólénekes kiválasztásáról Jardine a következőket mondta: "Brian mindnyájunkat behívott a stúdióba, hogy eldöntse, ki énekelje a szólóvokált. Én persze úgy gondoltam, hogy én fogom, hiszen az én ötletem volt az egész. Olyan volt, mint egy állásinterjú, nagyon mókás. Briannek végül egyikünk szólóvokálja sem tetszett. Én nagyon lágyan, folkosan énekeltem el a dalt, viszont egy potencális kislemezslágerhez rockosabb megközelítésre volt szükségünk. Végül aztán Brian és Mike énekelték. De az ötlet akkor is az enyém volt, és a végeredmény minden szempontból kifizetődő volt, egyetlen dolgot leszámítva: semmilyen kreditet nem kaptam a lemezborítón a közreműködésemért."

### A felvételek
A "Sloop John B" egyedülálló a Pet Sounds dalai között a tekintetben, hogy az instrumentális alapot 1965 nyarán Brian háromsávos szalagra vette fel, majd átmásolta egy négysávos szalag egyetlen sávjára, hogy helyet hagyjon a vokáloknak és a rájátszásoknak. Az album összes többi dalát eredetileg is négy sávon rögzítette.
Wilson 1965 decemberében vette újra elő a szalagot. Elsőként Billy Strange stúdiózenésszel játszatott fel egy utólagos 12 húros gitársávot, és Mike Love-val felénekelte a szólóvokált, majd januárban a Beach Boys-szal felvette a háttérvokálokat.

## Helyezések, eladások
Joseph Murrells zenei archivista szerint ez volt a Beach Boys leggyorsabban fogyó kislemeze: több mint 500 000-et adtak el belőle az első 2 hétben, csak az USA-ban.
| Helyezések(1966)          | Legmagasabb Pozíció |
| ------------------------- | ------------------- |
| Belga Kislemez Lista      | 5                   |
| Kanadai Kislemez Lista    | 2                   |
| Cash Box                  | 5                   |
| Osztrák Kislemez Lista    | 1                   |
| Német Kislemez Lista      | 1                   |
| Olasz Kislemez Lista      | 11                  |
| Új-Zélandi Kislemez Lista | 1                   |
| Holland Kislemez Lista    | 1                   |
| Norvég Kislemez Lista     | 1                   |
| Svájci Kislemez Lista     | 1                   |
| Svéd Kislemez Lista       | 1                   |
| Ír Kislemez Lista         | 1                   |
| New Music Express         | 2                   |
| Rhodesia Kislemez Lista   | 4                   |
| UK Kislemez Lista         | 2                   |
| U.S. Billboard Hot 100    | 3                   |

## Részletek
- Szerzők: Tradicionális
- Album: Pet Sounds
- Hossz: 2:56
- Producer: Brian Wilson
- Instrumentális felvételek: 1965. július 12., december 22., Western Recorders, Hollywood, Kalifornia. Hangmérnök: Chuck Britz.
- Vokálfelvételek: 1965. december 22., 1966. január, Western Recorders, Hollywood, Kalifornia. Hangmérnök: Chuck Britz.
- Kislemez: 1966. március 21., Capitol 5602. 1966. április 2-án került fel a Billboard kislemezlistájára, 11 hetet töltött a listán, legmagasabb helyezése a 2. volt, amelyet május 7-én ért el.

### Zenészek
- Brian Wilson: szólóvokál
- Mike Love: szólóvokál
- Hal Blaine: dob
- Ron Swallow: csörgődob
- Lyle Ritz: basszusgitár
- Carol Kaye: basszusgitár
- Al Casey: gitár
- Jerry Cole: gitár
- Billy Strange: 12 húros gitár
- Al de Lory: orgona
- Frank Capp: harangjáték
- Jay Migliori: klarinét
- Steve Douglas: fuvola
- Jim Horn: fuvola
- Jack Nimitz: baritonszaxofon